# Wiesenau
Wiesenau är en kommun och ort i Landkreis Oder-Spree i förbundslandet Brandenburg i Tyskland.
Kommunen är ingår i kommunalförbundet Amt Brieskow-Finkenheerd, där även grannkommunerna Brieskow-Finkenheerd, Groß Lindow, Vogelsang och Ziltendorf ingår.